# Nom de regnat
Un nom de regnat, és un nom formal usat per alguns papes i monarques durant els seus regnats. Des de les èpoques medievals, els monarques sovint optaven per utilitzar un nom diferent del seu nom propi quan heretaven un tron.
El nou nom (o, de vegades l'antic, confirmat) és seguit d'un ordinal per donar-li un nom únic per al període en què el monarca és al tron. Tot i això, en el cas d'una unió personal, el mateix governant pot portar ordinals diferents en els distints estats, ja que són cadascú d'ells són assignats per ordre cronològic; però alguns poden tenir més precursors del mateix nom cristià (en general d'una dinastia diferent).
En parts d'Àsia, els monarques adopten noms d'era. Encara que no siga el cas, els governants individuals (sovint aquells de llarga vida) — en lloc d'una dinastia sencera, com és el cas de la georgiana, referint-se a diversos Jordi de la dinastia Hannover — pot arribar a ser epònim de la seva edat o el zeitgeist d'una època. Exemples inclosos (del Regne Unit) la victoriana (fins i tot aplicat per a la resta del món) o l'eduardià.